# درنگسمارک
درنگسمارک (به سوئدی: Drängsmark) یک منطقه مسکونی است که در بخش شلفتیو شهرستان وستربوتن در کشور سوئد واقع شده است. جمعیت درنگسمارک در پایان سال ۲۰۱۰ بالغ بر ۳۳۳ نفر بوده است.